# Wilson (Kansas)
Pour les articles homonymes, voir Wilson.
Wilson est une localité du comté d'Ellsworth, au Kansas (États-Unis). D'après le recensement des États-Unis de 2010, elle compte 781 habitants.
D'après le bureau du recensement des États-Unis, la ville couvre une superficie de 0,60 milles carrés (1,55 km2)

## Histoire
Le Butterfield Overland Despatch (en) construit une station pour diligences à environ un kilomètre au sud du futur site de la localité en 1865.

## Personnalité
John Kuck (1905-1986), champion olympique du lancer du poids en 1928.